# 南アルプス市議会
南アルプス市議会（みなみアルプスしぎかい）は、山梨県南アルプス市に設置されている地方議会である。

## 概要

### 任期
4年

### 定数
22人

### 所在地
山梨県南アルプス市小笠原376番地
南アルプス市役所本館3階

### 委員会
- 議会運営委員会
- 議会だより編集委員会

#### 常任委員会
- 総務常任委員会
- 厚生文教常任委員会
- 産業土木常任委員会

#### 特別委員会
- 予算決算特別委員会

##### かつてあった特別委員会
- 議会改革特別委員会

### 定例会
- 年4回実施[2]
  - 3月
  - 6月
  - 9月
  - 12月

### 事務局
- 議会事務局

## 会派
| 会派名         | 議員数 | 所属党派   | 議員名（◎は代表者）                                    | 女性議員数 | 女性議員の比率(%) |
| -------------- | ------ | ---------- | ------------------------------------------------------ | ---------- | ----------------- |
| 新政南アルプス | 6      |            | ◎村松三千雄 飯野多惠子 三木充 有野一成 飯野久 清水重仁 | 1          | 16.66             |
| 躍進会         | 5      |            | ◎野中國幹 保坂広人 三枝守和 戸栗淳 北村千代子          | 1          | 20                |
| 公明党         | 3      | 公明党     | ◎小池伸吾 齊藤博明 河野木綿子                          | 1          | 33.33             |
| 未来創政の会   | 2      |            | ◎矢﨑俊秀 斉藤諭                                       | 0          | 0                 |
| 南風           | 2      |            | ◎櫻田力 藤田亜由未                                     | 1          | 50                |
| 無所属         | 4      | 日本共産党 | 松野 昇平                                              | 0          | 0                 |
| 無所属         | 4      | 小林敏徳   |                                                        | 0          | 0                 |
| 無所属         | 4      | 保坂健     |                                                        | 0          | 0                 |
| 無所属         | 4      | 花輪幸長   |                                                        | 0          | 0                 |
| 合計           | 22     |            |                                                        | 4          | 18.18             |

## 定数の推移
「南アルプス市議会の議員の定数を定める条例」によって定数が決められている。
- 2003年（平成15年）4月1日合併時 - 95人
- 2004年（平成16年）11月28日選挙 - 95人→28人
- 2008年（平成20年）11月16日選挙 - 28人→24人
- 2012年（平成24年）11月18日選挙 - 24人→22人

## 騒動

### 2023年現金授受問題
2023年（令和5年）1月3日、村松三千雄が長崎幸太郎知事を応援する市町村議員団体「前進やまなしの会」から6万円を受け取り、翌4日新年互礼会の開催前に各会派に配布した。公明党は受け取り拒否、他会派も押し問答や一方的に送られることとなり、その後返却した。この騒動に対し村松は議会運営委員会で陳謝し、市議会は市議会だより臨時号にて議長の謝罪文を掲載した。村松は山梨県の知事選告示日前日に他の会派の議員に現金を配布したとして2024年（令和6年）3月29日に公職選挙法違反の疑いで書類送検された。

## 議会出身者
- 金丸一元（4代目南アルプス市長）
- 久保田松幸（山梨県議会議員）
- 桜本広樹（山梨県議会議員）